# Catu (kommun)
Catu är en kommun i Brasilien.   Den ligger i delstaten Bahia, i den östra delen av landet, 1 100 km öster om huvudstaden Brasília. Antalet invånare är 51 075.
Följande samhällen finns i Catu:
- Catu

Omgivningarna runt Catu är en mosaik av jordbruksmark och naturlig växtlighet. Runt Catu är det ganska tätbefolkat, med 155 invånare per kvadratkilometer.